# Parafia Niepokalanego Serca Najświętszej Maryi Panny w Alice Springs
Parafia Niepokalanego Serca Najświętszej Maryi Panny w Alice Springs – parafia rzymskokatolicka, należąca do diecezji Darwin.
W dniu 28 lutego 1938 roku, do z Sydney do Alice Springs przybył Fr. George Henschke, który jeszcze tego samego dnia zorganizował i otworzył szkołę katolicką, do której jeszcze w tym samym roku uczęszczało 25 dzieci. Szkoła katolicka, obecnie nosząca imię Niepokalanego Serca Najświętszej Maryi Panny, w Alice Springs działa do dziś.